# Dumaresq River
Der Dumaresq River ist ein Fluss im Osten Australiens und bildet einen Teil der Grenze zwischen den Bundesstaaten New South Wales und Queensland.

## Verlauf
Der Dumaresq River mündet bei Boggabilla, einem Vorort von Goondiwindi, in den Macintyre River. All diese Flüsse zählen zu den Border Rivers.
Yelarbon, Bonshaw und Texas sind die wichtigsten Städte am Fluss. Der Bruxner Highway überquert den Dumaresq River südlich der Stadt Texas.
Im Flusstal gibt es Weinberge und etliche gute Stellen zum Fischen. Die Bauern im Tal versorgten einst die Tabakindustrie mit Pflanzen.

### Nebenflüsse
Sein wichtigster Nebenfluss ist der Severn River. 

## Geschichte
Der Fluss hat eine wichtige Bedeutung für die Bigambul, der erste Aborigines-Stamm, der diese Gegend bewohnte. Auch die Kamilaroi, ein anderer Eingeborenenstamm, hat starke Verbindungen zu diesem Fluss.

### Name
Der Fluss wurde vom Botaniker Allan Cunningham 1827 nach Lieutenant-Colonel Henry Dumaresq, Gouverneur Darlings Schwager und Assistant, benannt.